# Dead Rising
Dead Rising is een computerspel voor de Xbox 360, geproduceerd door Keiji Inafune en ontwikkeld door Capcom.

## Gameplay
Dead Rising is een openwereldspel dat zich afspeelt in een winkelcentrum. Het stadje is overspoeld door zombies en de overgebleven overlevenden houden zich op in een winkelcentrum. Dan wordt ook dit overspoeld. Het is nu aan de speler om te overleven en mogelijk andere mensen te helpen.
Het winkelcentrum ligt vol met allerlei voorwerpen die gebruikt kunnen worden om de zombies te vermoorden, zoals boormachines, plastic zwaarden, heggenscharen en planken. Daarnaast zijn er in het winkelcentrum vele voedselwaren te vinden die zorgen voor meer energie. 
Tijdens het spel wordt meer ervaring opgedaan en zal de speler sterker worden en meer aanvalstechnieken leren. Ook zal de speler de zogenaamde psychopaths (psychopaten) tegenkomen. Deze mensen zijn door de zombie-invasie doorgedraaid en brengen hierdoor de speler en andere overlevenden in gevaar.

## Ontvangst
| Beoordeeld door       | Jaar | Score |
| --------------------- | ---- | ----- |
| Frictionless Insight  | 2007 | 90%   |
| Video Game Talk       | 2006 | 90%   |
| Game Over Online      | 2006 | 90%   |
| games xtreme          | 2006 | 85%   |
| Xbox360Achievements   | 2007 | 83%   |
| TalkXbox              | 2006 | 83%   |
| Game Revolution       | 2006 | 83%   |
| 1UP                   | 2006 | 80%   |
| Good Game             | 2006 | 70%   |
| The Video Game Critic | 2006 | 67%   |

## Trivia
- Het spel is opgenomen in het boek 1001 Video Games You Must Play Before You Die van Tony Mott.
- Er verscheen in 2015 een verfilming van het spel onder de titel Dead Rising.